# (500300) 2012 QY27
(500300) 2012 QY27 es un asteroide perteneciente al cinturón de asteroides, descubierto el 8 de octubre de 2007 por el equipo del Spacewatch desde el Observatorio Nacional de Kitt Peak, Arizona, Estados Unidos.

## Designación y nombre
Designado provisionalmente como 2012 QY27.

## Características orbitales
2012 QY27 está situado a una distancia media del Sol de 3,086 ua, pudiendo alejarse hasta 3,534 ua y acercarse hasta 2,637 ua. Su excentricidad es 0,145 y la inclinación orbital 4,686 grados. Emplea 1980,37 días en completar una órbita alrededor del Sol.
Los próximos acercamientos a la órbita de Júpiter se producirán el 11 de junio de 2074, el 25 de mayo de 2134 y el 24 de marzo de 2144, entre otros.

## Características físicas
La magnitud absoluta de 2012 QY27 es 16,7.